# Jason Aaron
Jason Aaron (28 de enero de 1973) es un guionista de cómics estadounidense, conocido por su trabajo en títulos como Thor, The Other Side, Scalped, Ghost Rider, Wolverine y PunisherMAX. A fecha de noviembre de 2016, Aaron escribe regularmente las series The Mighty Thor, Doctor Strange, y Star Wars para Marvel, y Southern Bastards y The Goddamned para Image.

## Juventud
Jason Aaron nació en Jasper, Alabama. Su primo, Gustav Hasford, que escribió la novela semi autobiográfica The Short-Timers (1979), en la que se basó la película Full Metal Jacket (1987), fue una gran influencia en Aaron. Aaron decidió que quería escribir cómics de niño, y aunque su padre era escéptico cuando Aaron le informó de sus aspiraciones, su madre llevaba a Aaron a droguerías, donde compraba cómics, algunos de los cuales todavía posee.
Aaron se graduó en la County High School. Fue a la Universidad de Alabama en Birmingham, donde se graduó en inglés.

## Carrera
La carrera de Aaron en los cómics empezó en 2001, cuando ganó un concurso de talentos organizado por Marvel Comics con una historia de ocho páginas protagonizada por Lobezno. La historia, publicada en el número 175 de Wolverine (junio de 2002), le dio la oportunidad de presentar ideas subsiguientes a editores.
En 2006, Aaron presentó la historia The other side a Vertigo, que accedió a publicarla, convirtiéndose ésta en su primera obra importante, al ser nominada al Premio Eisner a la Mejor miniserie. y que Aaron considera como su "segunda llegada" a la industria del cómic. Tras esto, Vertigo le pidió que le presentara otras ideas, lo que llevó a Scalped, una serie regular que transcurría en la reserva india ficticia de Prairie Rose, dibujada por R. M. Guéra.
En 2007, Aaron escribió Ripclaw: Pilot Season para Top Cow Productions. En ese mismo año, el editor de Marvel Axel Alonso, impresionado por The Other Side y Scalped, contrató a Aaron para escribir números de Wolverine, Black Panther y, finalmente, una larga etapa en Ghost Rider, que empezó en abril de 2008. Su trabajo continuado en Black Panther también incluyó un tie-in con el crossover Secret Invasion, dibujado por David Lapham, en 2009.
En enero de 2008, firmó un contrato exclusivo con Marvel, aunque no afectó a su trabajo en Scalped. Más adelante, en ese mismo julio, escribió el número protagonizado por el Pingüino de The Joker's Asylum.
Tras un arco argumental de cuatro números en Wolverine en 2007, Aaron volvió al personaje en la serie regular Wolverine: Weapon X, que se lanzó para coincidir con el estreno de la película X-Men Origins: Wolverine. Aaron comentó, "Con Wolverine: Weapon X intentaremos mezclar un poco las cosas de arco en arco, de manera que ei primer arco es la típica historia de operaciones secretas pero la segunda saltará justo en medio de un género completamente diferente". En 2010, la serie se relanzó una vez más como Wolverine. A este proyecto le siguió el relanzamiento de The Incredible Hulk en 2011 y Thor: God of Thunder en 2012. Aaron y el dibujante Mike Deodato colaboraron en la miniserie Original Sin en 2014. Durante su etapa en Thor, creó a una Thor femenina y escribió el relanzamiento de la serie.
Aaron pasó a escribir el cómic de Star Wars para Marvel, cuyas historias transcurren entre Una nueva esperanza y El imperio contraataca.
En 2015, Aaron ha pasado a escribir la nueva serie de Doctor Strange, para Marvel, con gran aceptación de crítica y público.

## Vida personal
Aaron se mudó a Kansas City, Kansas en 2000, el día después de que se estrenara la primera película de X-Men.
Comentando los temas religiosos que suele tratar en su obra, Aaron dice que se educó como bautista sureño, pero desde entonces ha renunciado a la religión: "He sido ateo durante muchos años, pero sigo fascinado por la religión. De hecho, estoy más fascinado con la religión y la fe desde que perdí la mía".

## Premios y nominaciones
- Nominado: Premio Eisner de 2007 a la mejor miniserie por The Other Side.[7]
- Nominado: Premio Eisner de 2015 al mejor guion por Southern Bastards, Original Sin, Thor y Men of Wrath.
- Nominado: Premio Eisner de 2015 a la mejor serie regular por Southern Bastards.
- Ganador: Premio Harvey de 2015 a la mejor nueva serie por Southern Bastards.
- Nominado: Premio Harvey de 2015 al mejor guionista por Southern Bastards.
- Ganador: Premio Eisner de 2016 a la mejor serie regular por Southern Bastards.
- Ganador: Premio Eisner de 2016 al mejor guionista por Southern Bastards, Star Wars, Doctor Strange, Thor y Men of Wrath.

### DC Comics/Vertigo
- The Other Side #1–5 (con Cameron Stewart, 2006) recopilada como The Other Side (tpb, 144 pages, 2007, ISBN 1-4012-1350-2)
- Scalped:
  - Indian Country (tpb, 128 páginas, 2007, ISBN 1-4012-1317-0) recopila:
    - "Indian Country" (con R. M. Guéra, #1–3, 2007)
    - "Hoka Hey" (con R. M. Guéra, #4–5, 2007)

  - Casino Boogie (tpb, 144 páginas, 2008, ISBN 1-4012-1654-4) recopila:
    - "Casino Boogie" (con R. M. Guéra, #6–11, 2007–2008)

  - Dead Mothers (tpb, 168 páginas, 2008, ISBN 1-4012-1919-5) recopila:
    - "Dreaming Himself into the Real World" (con John Paul Leon, #12, 2008)
    - "Dead Mothers" (con R. M. Guéra, #13–17, 2008)
    - "Falls Down" (con Davide Furnò, #18, 2008)

  - The Gravel in Your Gut (tpb, 144 páginas, 2009, ISBN 1-4012-2179-3) recopila:
    - "The Boudoir Stomp" (with Davide Furnò, in #19–20, 2008)
    - "The Gravel in Your Guts" (con R. M. Guéra, #21–24, 2008–2009)

  - High Lonesome (tpb, 128 páginas, 2009, ISBN 1-4012-2487-3) recopila:
    - "High Lonesome" (con R. M. Guéra y Francesco Francavilla, #25–29, 2009)

  - The Gnawing (tpb, 128 páginas, 2010, ISBN 1-4012-2717-1) recopila:
    - "The Gnawing" (con R. M. Guéra, #30–34, 2009–2010)

  - Rez Blues (tpb, 192 páginas, 2011, ISBN 1-4012-3019-9) recopila:
    - "Listening to the Earth Turn" (con Danijel Žeželj, #35, 2010)
    - "A Fine Action of an Honorable and Catholic Spaniard" (con Davide Furnò, #36–37, 2010)
    - "Family Tradition" (con R. M. Guéra, #38, 2010)
    - "Unwanted" (con R. M. Guéra, #39–42, 2010)

  - You Gotta Sin to Get Saved (tpb, 120 páginas, 2011, ISBN 1-4012-3288-4) recopila:
    - "A Come-to-Jesus" (con Jason Latour, #43, 2011)
    - "The Night They Drove Old Dixie Down" (con Davide Furnò, #44, 2011)
    - "You Gotta Sin to Get Saved" (con R. M. Guéra, #45–49, 2011)

  - Knuckle Up (tpb, 144 páginas, 2012, ISBN 1-4012-3505-0) recopila:
    - "The Art of Surviving" (con R. M. Guéra y otros artistas, #50, 2011)
    - "Knuckle Up" (con R. M. Guéra, #51–55, 2011–2012)

  - Trail's End (tpb, 128 páginas, 2012, ISBN 1-4012-3734-7) recopila:
    - "Trail's End" (con R. M. Guéra, #56–60, 2012)
- Hellblazer #245–246: "Newcastle Calling"  (con Sean Murphy, 2008)
- Joker's Asylum: Penguin (con Jason Pearson, one-shot, 2008) recopilado en Joker's Asylum Volume 1 (tpb, 128 páginas, 2008, ISBN 1-4012-1955-1)

### Marvel Comics
- X-Men:
  - Wolverine:
    - Wolverine by Jason Aaron Omnibus (hc, 688 páginas, 2011, ISBN 0-7851-5639-9) recopila:
      - "A Good Man" (con UDON, v2 #175, 2002)
      - "The Man in the Pit" (con Howard Chaykin, v3 #56, 2007)
      - "Get Mystique!" (con Ron Garney, v3 #62–65, 2008)
      - Wolverine: Manifest Destiny #1–4 (con Stephen Segovia, 2008–2009)
      - Dark X-Men: The Beginning #3: "Get Mystique (Slight Return)" (con Jock, 2009)
      - "A Day in the Life" (con Adam Kubert, v3 #73–74, 2009)
      - Wolverine: Weapon X:
        - "The Adamantium Men" (con Ron Garney, #1–5, 2009)
        - "All We Want is the World and Everything in It" (con Esad Ribić, Dark Reign: The List – Wolverine, one-shot, 2009)
        - "Insane in the Brain" (con Yanick Paquette, #6–9, 2009–2010)
        - "Love and the Wolverine" (con C. P. Smith, #10, 2010)
        - "Tomorrow Dies Today" (con Ron Garney, #11–15, 2010)
        - "The End of the Beginning" (con Davide Gianfelice, #16, 2010)

    - Wolverine Goes to Hell (hc, 184 páginas, 2011, ISBN 0-7851-4784-5; tpb, 2011, ISBN 0-7851-4785-3) recopila:
      - "Wolverine Goes to Hell" (con Renato Guedes, v4 #1–5, 2010–2011)
      - "Scorched Earth" (con Jason Latour, Steve Sanders, Michael Gaydos y Jamie McKelvie, v4 #1–5, 2010–2011)

    - Wolverine vs. the X-Men (hc, 120 pages, 2011, ISBN 0-7851-4786-1; tpb, 2011, ISBN 0-7851-4787-X) collects:
      - "Happy" (con Jefte Palo, v4 #5.1, 2011)
      - "Wolverine vs. the X-Men" (con Daniel Acuña, v4 #6–8, 2011)
      - "Get Mystique: Final Repose" (con Daniel Acuña, v4 #9, 2011)

    - Wolverine's Revenge (hc, 168 páginas, 2011, ISBN 0-7851-5279-2; tpb, 2012, ISBN 0-7851-5280-6) recopila:
      - "Wolverine's Revenge!" (con Renato Guedes, v4 #10–14, 2011)
      - "Wolverine No More" (con Goran Sudžuka, v4 #15–16, 2011)

    - Goodbye, Chinatown (hc, 112 páginas, 2012, ISBN 0-7851-6141-4; tpb, 2012, ISBN 0-7851-6142-2) recopila:
      - "Goodbye, Chinatown" (con Ron Garney, v4 #17–19, 2011–2012)
      - "And Then There Was War" (con Renato Guedes, v4 #20, 2011)

    - Back in Japan (hc, 128 páginas, 2012, ISBN 0-7851-6143-0) recopila:
      - "Back in Japan" (con Ron Garney, Adam Kubert, Steve Sanders y Billy Tan, v1 #300–303, 2012)
      - "One More Round" (con varios artistas, v1 #304, 2012)

  - X-Force Special: Ain't No Dog: "Hunters & Killers" (con Werther Dell'Edera, one-shot, 2008)
  - Astonishing Spider-Man & Wolverine #1–6: "Another Fine Mess" (con Adam Kubert, 2010–2011) recopilado como Astonishing Spider-Man & Wolverine (hc, 168 páginas, 2011, ISBN 0-7851-4890-6; tpb, 2012, ISBN 0-7851-4080-8)
  - X-Men: Schism #1–5 (con Carlos Pacheco, Frank Cho, Daniel Acuña, Alan Davis y Adam Kubert, 2011) recopilado como X-Men: Schism (hc, 168 páginas, 2012, ISBN 0-7851-5668-2; tpb, 2012, ISBN 1-84653-502-6)
  - Wolverine and the X-Men #1-42 (octubre de 2011–febrero de 2014)
    - Volume 1 (hc, 112 páginas, 2012, ISBN 0-7851-5679-8) recopila:
      - "Welcome to the X-Men! Now Die!" (con Chris Bachalo, #1–3, 2011)
      - "Just Another Day in Westchester County" (con Nick Bradshaw, #4, 2012)

    - Volume 2 (hc, 112 páginas, 2012, ISBN 0-7851-5681-X) recopila:
      - "Mutatis Mutandis" (con Nick Bradshaw, #5–7, 2012)
      - "A Little Impossible" (con Chris Bachalo, #8, 2012)

    - Volume 3 (hc, 112 páginas, 2013, ISBN 0-7851-5999-1) recopila:
      - "Day of the Phoenix, Dark Night of the Soul" (con Chris Bachalo, #9, 2012)
      - "Avengers vs. X-Men... vs. X-Men" (con Chris Bachalo, #10, 2012)
      - "Got Hope?" (con Nick Bradshaw, #11, 2012)
      - "Hounded" (con Chris Bachalo, #12, 2012)
      - "Born Warbird" (con Nick Bradshaw, #13, 2012)

    - Volume 4 (hc, 128 páginas, 2013, ISBN 0-7851-6542-8) recopila:
      - "My Dinner with the Phoenix" (con Jorge Molina, #14, 2012)
      - "On the Eve of Battle" (con Jorge Molina, #15, 2012)
      - "The Fires of Hell A-Glowing" (con Chris Bachalo, #16, 2012)
      - "Wolverine's Secret Weapon" (con Mike Allred, #17, 2012)
      - "Dance Like There's No Tomorrow!" (con Jorge Molina, #18, 2012)

    - Volume 5 (tpb, 136 páginas, 2013, ISBN 0-7851-6577-0) recopila:
      - "More Pencils, More Books, More Teachers' Dirty Looks" (con Nick Bradshaw, #19, 2012)
      - "The Search for Something New" (con Steven Sanders, #20, 2012)
      - "The Greatest Freakshow on Earth" (con Nick Bradshaw, #21, 2012)
      - "Big Top Hell" (con Nick Bradshaw, #22, 2012)
      - "The Last Frankenstein" (con Nick Bradshaw, #23, 2013)
      - "Ain't No Sin To Be Glad You're Alive" (con David Lopez, #24, 2013)

    - Volume 6 (tpb, 112 páginas, 2013, ISBN 0-7851-6599-1) recopila:
      - "Savage Learning" (con Ramon Perez, #25–28, 2013)
      - "Key to the Future" (con Ramon Perez, #29, 2013)

    - Volume 7 (tpb, 136 páginas, 2014, ISBN 0-7851-6600-9) recopila:
      - "The Hellfire Saga Prologue" (con Pascual Ferry, Pepe Larraz y Salva Espin, #30, 2013)
      - "The Hellfire Saga" (con Nick Bradshaw, #31–35, 2013)

    - "Battle of the Atom, Chapter 5" (con Giuseppe Camuncoli, #36, 2013)
    - "Battle of the Atom, Chapter 9" (con Giuseppe Camuncoli, #37, 2013)
    - Volume 8 (tpb, 152 páginas, 2014, ISBN 0-7851-6601-7) recopila:
      - "Untitled" (con Pepe Larraz, Todd Nauck, Nick Bradshaw, Ramon Perez, Shaw Crystal, Steven Sanders, Nuno Alves y Chris Bachalo, #38–42, 2013–2014)

  - Avengers vs. X-Men:
    - Avengers vs. X-Men #0 (con Brian Michael Bendis y Frank Cho, 2012)
    - Avengers vs. X-Men #2 (con John Romita Jr., 2012)
    - AvX: VS #1: "The Invincible Iron Man vs. Magneto" (con Adam Kubert, 2012)
    - Avengers vs. X-Men #9 (con Adam Kubert, 2012)
    - AvX: VS #5: "Angel vs. Hawkeye" (con John Romita Jr., 2012)
    - AvX: VS #6: "Iron Fist Vs. Iceman" (con Ramon Perez, 2012)

  - A+X #3 "Black Panther + Storm" (con Pascual Ferry, December 2012) recopilado en Volume 1: =Awesome (tpb, 144 páginas, 2013, ISBN 0-7851-6674-2)
  - Amazing X-Men vol. 2 #1-6 (noviembre de 2013–abril de 2014)
    - Volume 1: The Quest for Nightcrawler (tpb, 136 páginas, 2014, ISBN 0-7851-8821-5) recopila:
      - "The Quest for Nightcrawler" (con Ed McGuinness, #1–5, 2013–2014)
      - "All in the Family" (con Cameron Stewart, #6, 2014)
- Criminal #2: "My Favorite TV Cops and Movie Tough Guys, Flaws and All" (con Sean Phillips, 2008)
- Ghost Rider vol. 4 #20-35 (febrero de 2008-mayo de 2009)
  - Ghost Rider by Jason Aaron Omnibus (hc, 536 páginas, 2010, ISBN 0-7851-4367-X) recopila:
  - "Hell-Bent & Heaven-Bound" (con Roland Boschi, #20–23, 2008)
  - "God Don't Live on Cell Block D" (con Tan Eng Huat, #24–25, 2008)
  - "The Former Things" (con Tan Eng Huat, #26–27, 2008)
  - "Last Stand of the Spirits of Vengeance" (con Tan Eng Huat, #30–34, 2008–2009)
  - "Trials & Tribulations" (con Tony Moore, #33–35, 2009)
  - Ghost Riders: Heaven's on Fire #1–6 (con Roland Boschi, 2009–2010)
- Black Panther #39–41: "See Wakanda and Die" (con Jefte Palo, 2008) recopilado como Secret Invasion: BP (tpb, 96 páginas, 2009, ISBN 0-7851-3397-6)
- Punisher:
  - The Punisher MAX: X-Mas Special: "And on Earth Peace, Good Will Toward Men" (con Roland Boschi, one-shot, 2009)
  - PunisherMAX #1-22 (con Steve Dillon, noviembre de 2009–febrero de 2012) recopilado como:
    - Kingpin (recopila #1–5, hc, 120, páginas, 2010, ISBN 0-7851-4596-6; tpb, 2010, ISBN 0-7851-4071-9)
    - Bullseye (recopila #6–11, hc, 144 páginas, 2011, ISBN 0-7851-4755-1; tpb, 2011, ISBN 0-7851-4756-X)
    - Frank (recopila #12–16, hc, 144 páginas, 2011, ISBN 0-7851-5208-3; tpb, 2012, ISBN 0-7851-5209-1)
    - Homeless (recopila #17–22, hc, 120 páginas, 2012, ISBN 0-7851-5210-5; tpb, 2012, ISBN 0-7851-5211-3)
- Marvel Assistant-Sized Spectacular #1: "Just a Little Old Fashioned Justice" (con Richard Isanove, 2009)
- Deadpool #900: "Close Encounters of the @*#$ed-Up Kind" (con Chris Staggs, 2009)
- Immortal Weapons #1: "The Book of the Cobra" (con varios artistas, 2009) recopilado en Immortal Weapons (tpb, 184 páginas, 2010, ISBN 078513848X)
- Avengers vs. Atlas #4: "My Dinner with Gorilla Man" (con Giancarlo Caracuzzo, 2010) recopilado en Gorilla Man (tpb, 144 páginas, 2010, ISBN 0785149112)
- Captain America: Who Won't Wield the Shield?: "Forbush Man: Forbush Kills!" (con Mirco Pierfederici, one-shot, 2010)
- Ultimate Comics: Captain America #1–4 (con Ron Garney, 2011) recopilado como UC-CA (hc, 112 páginas, 2011, ISBN 078515194X; tpb, ISBN 0785151958)
- The Incredible Hulk vol. 3 #1-15 (octubre de 2011-octubre de 2012)
  - Volume 1 (hc, 176 páginas, 2012 ISBN 0-7851-3328-3) recopila:
    - "Epilogue 2: Saturday" (con Mike Choi, en Fear Itself #7, 2011)
    - "Hulk: Asunder" (con Marc Silvestri, #1–3, 2011)
    - "Hulk vs. Banner! (con Whilce Portacio, #4–7, 2012)

  - Volume 2 (hc, 200 páginas, 2013, ISBN 0-7851-6112-0) recopila:
    - "Alone" (con Jefte Palo, #7.1, 2012)
    - "Stay Angry!" (con Steve Dillon, Pascual Ferry, Tom Raney, Dalibor Talajic y Carlos Pacheco #8–12, 2012)
    - "Hulk: United" (con Jefte Palo, #13–15, 2012)
- Thor: God of Thunder #1-25 (noviembre de 2012–septiembre de 2014)
  - Volume 1: The God Butcher (tpb, 136 páginas, 2013, ISBN 0-7851-6697-1) recopila:
    - "The God Butcher" (con Esad Ribic, #1–5, 2012–2013)

  - Volume 2: Godbomb (tpb, 136 páginas, 2013, ISBN 0-7851-6698-X) recopila:
    - "What the Gods Have Wrought" (con Butch Guice, #6, 2013)
    - "Godbomb" (con Esad Ribic, #7–11, 2013)

  - Volume 3: The Accursed (hc, 160 páginas, 2014, ISBN 0-7851-8555-0) recopila:
    - "Untitled" (con Nick Klein, #12, 2013)
    - "The Accursed" (con Ron Garney y Emanuela Lupacchino, #13–17, 2013–2014)
    - "Days of Wine and Dragons" (con Das Pastoras, #18, 2014)

  - Volume 4: The Last Days of Midgard (hc, 168 pages, 2014, ISBN 0-7851-5488-4) collects:
    - "The Last Days of Midgard" (con Esad Ribic, #19–23, 2014)
    - "The Last Days of Midgard, Epilogue: Adieu, Midgard, Adieu" (con Agustín Alessio y Esad Ribic, #24, 2014)
    - "Tales of Thunder" (con Esad Ribic, RM Guerra y Simon Bisley, #25, 2014)
- Thanos Rising (Miniserie de 5 números, con Simone Bianchi, abril–agosto de 2013,recopilada como Thanos Rising, hc, 136 páginas, 2013, ISBN 0-7851-9047-3)
- Original Sin:
  - Original Sin (hc, 392 páginas, 2014, ISBN 0-7851-9069-4) recopila:
    - "No One Is Watching" (con Mike Deodato Jr, #1, 2014)
    - "Bomb Full of Secrets" (con Mike Deodato Jr , #2, 2014)
    - "Trust No One, Not Even Yourself" (con Mike Deodato Jr, #3, 2014)
    - "Secret Warriors" (con Mike Deodato Jr, #4, 2014)
    - "The Secret History of Colonel Nicholas J. Fury" (con Mike Deodato Jr, #5, 2014)
    - "Open Your Eye" (con Mike Deodato Jr, #6, 2014)
    - "Nick Fury Vs. The World" (con Mike Deodato, #7, 2014)
    - "The One Who Watches" (con Mike Deodato Jr, #8, 2014)

  - Original Sin: Thor & Loki: The Tenth Realm (tpb, 112 páginas, 2014, ISBN 0-7851-9169-0) recopila:
    - "Thor & Loki: The Tenth Realm" (con Al Ewing, Lee Garbett y Simone Bianchi, en Original Sin #5.1–5.5, 2014)
- Thor vol. 4 #1-8 (octubre de 2014–mayo de 2015)
  - Volume 1: Goddess of Thunder (hc, 136 páginas, 2015, ISBN 0-7851-9238-7) recopila:
    - "If He Be Worthy" (con Russell Dauterman, #1, 2014)
    - "The Goddess of Thunder" (con Russell Dauterman, #2, 2014)
    - "When The Ice Lords Make War" (con Russell Dauterman, #3, 2014)
    - "Thor vs. Thor" (con Russell Dauterman, #4, 2015)
    - "Behold, A New Age of Thunder" (con Jorge Molina, #5, 2015)

  - Volume 2: Who Holds the Hammer? (hc, 136 páginas, 2015, ISBN 0-7851-9784-2) recopila:
    - "King Thor" (con Timothy Truman, Annual #1, 2015)
    - "Who Holds the Hammer?" (con Russell Dauterman, #6, 2015)
    - "The Battle For The Hammer" (con Russell Dauterman, #7, 2015)
    - "The Woman Beneath The Mask" (con Russell Dauterman, #8, 2015)
- Men of Wrath (Miniserie de 5 números, con Ron Garney, octubre de 2014–febrero de 2015, recopilada como Men of War, tpb, 136 páginas, 2015, ISBN 07851-9168-2)
- Star Wars vol. 2 #1-... (enero de 2015–en curso)
  - Volume 1: Skywalker Strikes (tpb, 160 páginas, 2015, ISBN 0-7851-9213-1) recopila:
    - "Book I: Skywalker Strikes" (con John Cassaday, #1–6, 2015)

  - Volume 2: Showdown on the Smuggler's Moon (tpb, 144 páginas, 2016, ISBN 0-7851-9214-X) recopila:
    - "Untitled" (con Simone Bianchi, #7, 2015)
    - "Book II: Showdown on the Smuggler's Moon" (con Stuart Immonen, #8-12, 2015)

  - Star Wars: Vader Down (tpb, 152 páginas, 2016, ISBN 0-7851-9789-3) recopila:
    - "Book III: Vader Down" (con Mike Deodato Jr, Kieron Gillen y Salvador Larroca, #13-14, Star Wars: Vader Down #1 and Darth Vader #13-15 2015-2016)

  - Volume 3: Rebel Jail (tpb, 152 páginas, 2016, ISBN 0-7851-9983-7) recopila:
    - "Untitled" (con Mike Mayhew, #15, 2016)
    - "Book IV: Rebel Jail" (con Leinil Francis Yu, #16-19, 2016)
- Thors (Miniserie de 4 números, con Chris Sprouse, junio–noviembre de 2015, recopilada como Thors, tpb, 136 páginas, 2016, ISBN 0-7851-9889-X)
- Weirdworld vol. 1 (Miniserie de 5 números, con Mike Del Mundo, junio–octubre de 2015, recopilada como Volume 0: Warzones!, tpb, 112 páginas, 2015, ISBN 0-7851-9891-1)
- Doctor Strange vol. 4 #1–... (octubre de 2015–en curso)
  - Volume 1: The Way of the Weird (hc, 136 páginas, 2016, ISBN 0-7851-9516-5) recopila:
    - "The Way of the Weird" (con Chris Bachalo, #1, 2015)
    - "The Coming Slaughter" (con Kevin Nowlan, #1, 2015)
    - "Untitled" (con Chris Bachalo, #2, 2015)
    - "Eaters of Magic" (con Chris Bachalo, #3, 2015)
    - "The Art of Puking Without Puking" (con Chris Bachalo, #4, 2016)
    - "Pound of Flesh" (con Chris Bachalo, #5, 2016)

  - Volume 2: The Last Days of Magic (hc, 168 páginas, 2016, ISBN 0-7851-9517-3) recopila:
    - "The Last Days of Magic" (con Chris Bachalo, #6-10, 2016)
    - "Zelma Stanton Framing Sequence" (con Leonardo Romero, en Doctor Strange: Last Days of Magic #1, 2016)
- The Mighty Thor vol. 2 #1–... (noviembre de 2015-en curso)
  - Volume 1: Thunder in Her Veins (hc, 136 páginas, 2016, ISBN 0-7851-9522-X) recopila:
    - "Thunder In Her Veins" (con Russell Dauterman, #1, 2015)
    - "The War of the Elves" (con Russell Dauterman, #2, 2015)
    - "The Saga of Thor and Loki" (con Russell Dauterman, #3, 2016)
    - "The Trial of the All-Mother" (con Russell Dauterman, #4, 2016)
    - "The Civil War of the Gods" (con Russell Dauterman, #5, 2016)

### Image Comics
- Southern Bastards #1–... (con Jason Latour, abril de 2015–en curso)
  - Volume 1: Here Was a Man (recopila #1–4, tpb, 128 páginas, 2014, ISBN 1-63215-016-6)
  - Volume 2: Gridiron (recopila #5–8, tpb, 128 páginas, 2015, ISBN 1-63215-269-X)
  - Volume 3: Homecoming (recopila: #9-14, tpb, 128 páginas, 2016, ISBN 1-63215-610-5)
- The Goddamned #1–... (con R. M. Guéra, noviembre de 2015–en curso)

### Otras editoriales estadounidenses
- 24Seven Volume 2: "This Mortal Coil" (con Miguel Alves, antología novela gráfica, tpb, 240 páginas, Image, 2007, ISBN 1-5824-0846-7)
- Pilot Season: Ripclaw (con Jorge Lucas, one-shot, Top Cow, 2007) recopilada en Pilot Season 2007 (tpb, 144 páginas, 2008, ISBN 1-58240-900-5)
- Friday the 13th: How I Spent My Summer Vacation #1–2 (con Adam Archer, Wildstorm, 2007) recopilada en Friday the 13th: Book 2 (tpb, 160 páginas, 2008, ISBN 1-4012-2003-7)